# Charles de Romrée de Vichenet
Charles Joseph Marie Ghislain François Jean de Romrée de Vichenet (* 13. August 1884 in Beuzet; † 24. April 1957 in Gembloux) war ein belgischer Diplomat.

## Leben
Seine Eltern waren Gabrielle de Beauffort (* 1. Februar 1865) und Henri de Romrée de Vichenet (* 27. September 1857; † 16. Januar 1907). Er heiratete am 10. November 1906 in Oostduinkerke, Madeleine Crombez (* 31. Mai 1887). Ihre Kinder waren Henri de Romrée de Vichenet (* 10. September 1907) und Marie de Romrée de Vichenet (* 6. Juni 1909 in Bern).
Charles de Romrée de Vichenet war Sekretär der belgischen Delegation bei der Pariser Friedenskonferenz 1919 und von 1919 bis 1921 bei den Botschafterkonferenzen, die die deutschen Reparationen nach dem Ersten Weltkrieg verhandelten. Er war in Den Haag, Madrid, Mexiko-Stadt, Havanna, akkreditiert. 1940 wurde er von der belgischen Exilregierung nach London gerufen, wo er von 1941 bis 1943 die Abteilung Politik im Außenministerium leitete. Von 1947 bis 1949 war er Generalsekretär im  Außenministerium in Brüssel.